# The Reckoning (John Grisham)
The Reckoning, intitulado Acerto de Contas no Brasil, é um romance de John Grisham publicado pela primeira vez em 2018 nos Estados Unidos.
Além de thriller jurídico, típico de Grisham, o livro também foi caracterizado pelos críticos como um "mistério de assassínio, um drama de tribunal, uma saga familiar, uma história de amadurecimento pessoal", uma "obra situada numa época", e um romance de guerra.
O enredo centra-se no julgamento em 1946 do destacado patriarca familiar Pete Banning, um herói militar que regressou a casa após a Segunda Guerra Mundial. A história decorre principalmente na cidade fictícia de Clanton, Mississippi, no condado de Ford criado por Grisham, sendo a sexta obra de Grisham a decorrer ali, após A Time to Kill, The Summons, The Chamber, The Last Juror e Sycamore Row.

## Enredo
Pete Banning prossegue a actividade da família há várias gerações de cultivo de algodão, sendo dono de uma quinta com 640 acres no norte do Mississippi. Na primeira parte da história, "The Killing" ("O Assassínio"), a esposa de Pete, Liza, havia recentemente sido colocada numa instituição para tratamento de doenças mentais; os seus filhos, Joel e Stella, são estudantes universitários; e a sua irmã, Florry, é uma pretensa escritora que vive numa quinta adjacente. Numa manhã, Pete levanta-se e decide que aquele seria o dia. Ele desenvolve as suas atividades matutinas habituais antes de ir para a cidade, dirigindo-se para a casa de Dexter Bell, o pastor da igreja metodista local, e saca de uma arma. O pastor exclama: "Se é sobre Liza, eu posso explicar", mas Pete dispara sobre Bell três vezes, matando-o.
Pete não procura esconder o que fez e a cidade fica horrorizada. O xerife Nix Gridley dirige-se à fazenda dos Banning onde prende Pete e trá-lo para a prisão sem resistência deste. A todas as perguntas sobre a justificação do que fez, Pete responde: "Não tenho nada a dizer", e intima os seus dois filhos a permanecerem longe de Clanton. A viúva do pastor, Jackie Bell, abandona Clanton com os seus três filhos dirigindo-se para a cidade natal, na Geórgia.
Após algum debate interno, o grande júri prévio ao julgamento aceita a acusação de Pete como autor de um assassinato em primeiro grau, de que resultará a pena capital. O advogado de Pete, John Wilbanks, tenta elaborar a sua defesa, mas Pete recusa-se a permitir um pedido de mudança de local para o seu julgamento (supostamente mais favorável), ou a preparação de um pedido de insanidade temporária.
Joel e Stella tentam visitar a mãe que se encontra internada, mas o acesso é negado por instruções de Pete. O julgamento de Pete é breve. O advogado de acusação apresenta o caso linearmente que não é refutado por Wilbanks, por insistência de Banning. O veredicto do júri é de culpado com uma sentença de morte por eletrocussão. Pete tem permissão para visitar Liza, onde ela lhe pergunta: "Podes perdoar-me?" Ele diz que não pode, mas continua a amá-la. No dia da execução de Banning, o governador do Mississippi reúne-se em privado com Banning e se promete comutar a pena para prisão perpétua se Banning esclarecer a razão para ter cometido o assassinato. Este responde de novo que não tem nada a dizer e em consequência a execução de Pete tem lugar no tribunal de Clanton sendo enterrado no dia seguinte.
A Parte Dois, "The Boneyard", que se trata de um longo flashback, começa em 1925 quando Pete se encontra a estudar em West Point e conhece Liza, então com 18 anos, num baile de debutantes em Memphis. Depois de um romance breve e apaixonado, ela foge de casa dos pais com Pete e casam-se. Após a morte dos pais de Pete, no início dos anos 30, Pete abandona o exército, entra na reserva e o casal muda-se para a fazenda dos Banning. Após alguns anos difíceis, a fazenda regressa à lucratividade. Mas com o início da Segunda Guerra Mundial, Pete é chamado de novo ao serviço militar em 1939 e acaba nas Filipinas, onde as forças americanas se rendem aos japoneses em abril de 1942. Na marcha da morte para um campo de prisioneiros de guerra, Pete fica inconsciente, cai numa vala e presume-se morto pelos restantes prisioneiros da sua unidade. No entanto, ele sobrevive, mas é de novo obrigado pelos militares japoneses à marcha forçada que continua sob condições brutais. Dois meses depois, chega à fazenda a notícia de que Pete está desaparecido e supostamente morto. Mais tarde, em 1942, quando está num grupo de prisioneiros a ser transferido de navio para um campo de trabalho escravo no Japão, Pete escapa quando o navio é torpedeado. Uma carta que ele escreveu para Liza contando a sua situação não é enviada para o correio pelos filipinos que o salvaram do mar com medo de represálias pelos japneses se forem encontrados na posse da carta.
Pete e um seu camarada, Clay Wampler, juntam-se então a uma guerrilha nas montanhas das Filipinas e realizam numerosos ataques eficazes contra pessoal, veículos e aviões japoneses. No final de 1944, as forças militares do EUA iniciam a libertação das Filipinas. Pete é resgatado no início de 1945 e regressa aos EUA para tratamento num hospital militar em São Francisco. Liza recebe um telefonema dele e, após se recompor do choque da surpresa, voa para São Francisco para um encontro jubiloso. Em maio de 1945, Pete regressa à fazenda no Mississippi.
Na Parte Três, "A Traição", é retomado o enredo da Parte Um. Joel é nomeado como responsável legal de sua mãe. Ele e Stella começam a visitá-la regularmente. Errol McLeish, um advogado da Geórgia que se tornou amante de Jackie Bell, contrata um advogado do Mississippi, Burch Dunlap, para a representar num processo por morte criminosa contra a propriedade dos Banning. À medida que se sucede uma longa sequência de tramitações legais, Joel e Stella conseguem ganhar alguma estabilidade nas suas vidas, estudando Joel numa faculdade de direito no Mississippi e Stella trabalhando como professora e aspirando a ir para Nova York. Mas Liza foge do hospital, volta para a fazenda, conversa com a cunhada Florry, e sem esta saber vai ao cemitério da família onde está sepultado Pete e comete suicídio. O processo judicial apresentado por Jackie Bell é-lhe favorável, apesar dos apelos e outras táticas de adiamento, de que resulta a entrega de toda a fazenda de Pete Banning a Jackie Bell, que entretanto se havia casado com McLeish.
Florry abandona a sua parte intocada da fazenda e vai viver com um amiga em Nova Orleães mas continua com problemas graves de saúde. Joel e Stella vão visitá-la no que se presume possa ser a última vez. No leito de morte, Florry conta a história de como Liza, pensando que Pete estava morto nas Filipinas, teve um relacionamento sexual inesperado com Jupe, neto de um casal de empregados negros idosos da família Banning os quais eram descendentes de escravos. Liza ficou grávida e foi levada a Memphis por Dexter Bell para abortar. Na sequência ficou com uma infecção persistente que a levou a perder o interesse no relacionamento sexual, anteriomente vigoroso, com Pete, após o regresso deste da guerra. Pete acabou por confrontar Liza com provas do aborto, e ela, incapaz de admitir um relacionamento sexual com um jovem negro, disse a Pete que Dexter era o pai. Atordoado com o conhecimento da história, Joel diz: "Então, suponho que o meu pai matou o homem errado, certo, Florry?" e foi embora.
Após refletir sobre a salganhada, Joel entende a razão por que as pessoas fizeram o que fizeram, mas agora preferia continuar ignorante de tudo o que se passara. Quando Stella se lhe junta, eles concordam que devem manter-se próximos e que nunca mais voltarão a Clanton. "Que família", diz ele enquanto Stella chora.

## Temas

### Batalha das Filipinas e general Douglas MacArthur
Um dos temas de The Reckoning, a que corresponde grande parte da Parte Dois do livro, é a participação do exército norte-americano na campanha  das Filipinas durante a Segunda Guerra Mundial, a descrição da Marcha da Morte de Bataan e a posterior resistência guerrilheira dos norte-americanos e filipinos às forças japonesas, em que Grisham expressa uma apreciação crítica do comando das forças armadas norte-americanas naquele cenário de guerra pelo general MacArthur.
Grisham começa por referir que MacArthur foi nomeado em julho de 1941 pelo President Roosevelt como comandante de todas as forças dos EUA no Extremo Oriente. MacArthur estabeleceu o seu quartel-general em Manila e começou a desenvolver a formidável tarefa de defender as Filipinas da ameaça japonesa. Após tomar o comando, MacArthur imediatamente começou a pedir mais tropas, armamentos, aviões, navios, submarinos e abastecimentos. Washington prometia de tudo mas fornecia pouco. Em Dezembro de 1941 o Exécito dos EUA nas Filipinas atingia 22.500 militares, metade dos quais eram filipinos bem treinados. Incluindo os membros do exército filipino, exército este inexperiente e mal equipado, MacArthur tinha sob o seu comando cerca de 100.000 militares, mas dos quais a vasta maioria não tinha preparação e nunca tinha ouvido o disparo de um tiro.:239-240
A força aérea sob o comando de MacArthur era constituida por várias centenas de aviões que eram sobras que mais ninguém queria. Ele repetidamente exigiu mais aviões, navios, submarinos, soldados, munições e abastecimentos, mas ou não existiam ou eram afectos a outros exércitos.:240
Grisham narra depois o início da guerra. Nas primeiras horas de 8 de Dezembro de 1941 os operadores de rádio nas Filipinas ouviram os primeiros relatórios sobre o ataque a Pearl Harbour. Foi ordenado a todas as unidades e instalações norte-americanas para estarem em alerta. De acordo com o plano geral de defesa das Filipinas, o comandante da força aérea, o general Lewis H. Brereton, colocou toda a sua frota em alerta e dirigiu-se para o quartel general de MacArthur onde chegou às 5:00 a.m. para pedir autorização para lançar um ataque com B-17 sobre os aerodromos japoneses na Formosa, a duzentas milhas de distância. O chefe de staff de MacArthur recusou a Brereton a reunião com o comandante supremo com a desculpa de que este estava demasiado ocupado. O plano de guerra previa o ataque aéreo imediatamente, mas a ordem final teria de ser dada por MacArthur e este não fez nada. Às 7:15 Brereton regressou ao seu quartel-general e pediu de novo uma audiência com o comandante geral, tendo-lhe sido negada com a resposta de "aguardar por ordens". Nessa altura, aviões de reconhecimento japoneses estavam a ser avistados e relatórios de aviões inimigos estavam a chegar ao quartel-general de Brereton. Às 10:00, Brereton, irada e frenéticamente, pediu de novo para ver MacArthur. A reunião foi recusada mas Brereton recebeu ordem para preparar o ataque. Uma hora mais tarde, Brereton ordenou que os bombardeiros levantassem voo para os proteger de um ataque japonês, e começaram a voar em círculo sem bombas.:241-242
Quando MacArthur finalmente ordenou o ataque, os bombardeiros estavam com pouco combustível e aterraram imediatamente juntamente com as esquadrilhas de caças. Às 11:30 todos os aviões norte-americanos estavam em terra a ser reabastecidos e armados. As equipas de reabastecimento estavam a operar freneticamente quando a  primeira vaga de bombardeiros japoneses chegou em formações perfeitas. Às 11:35, os japoneses chegaram à Base Aérea Clark e ficaram espantados ao verem sessenta B-17 e muitos caças estacionados em alinhamento perfeito. Às 11:45 começou o bombardeamento da Base Aérea Clark e em minutos a força aérea dos EUA ali estacionada foi quase totalmente destruída. Por razões que permaneceram para sempre inexplicáveis os norte-americanos foram apanhados sem poderem reagir. A destruição foi incalculável. Sem força érea para proteger o reabastecimento das tropas, e sem reforços em perspectiva, a Batalha das Filipinas (1941-1942) ficou decidida poucas horas após ter começado.:242
Mais à frente Grisham narra o que considera um outro erro inexplicável de MacArthur. Nas primeiras semanas da Batalha de Bataan, os japoneses sofreram pesadas baixas em resultado da ação determinada dos norte-americanos e filipinos, que sofrendo menos baixas não podiam ter reforços. E as condições em Bataan rapidamente se deterioraram para as forças norte-americanas e filipinas designadamente por falta de alimentos. Na pressa para consolidar as suas forças em Bataan, MacArthur deixou a maior parte do abastecimento de alimentos para trás. Apenas num armazém, foram abandonados milhões de bushels de arroz suficiente para alimentar o seu exército durante anos. Muitos dos seus oficiais haviam-lhe pedido para armazenar alimentos em Bataan, mas ele não lhes deu ouvidos. Quando foi informado que os seus homens estavam com fome e se queixavam, ele determinou que todas as unidades passavam a ter metade da ração. Numa carta aos seus homens ele escreveu que "milhares de tropas e centenas de aviões estão a ser enviados. A data exata de chegada dos reforços é desconhecida". Como se a ajuda estivesse a caminho, mas isto era uma mentira. A frota do Pacífico tinha sido quase destruída em Pearl Harbor e nada restava para furar o bloqueio japonês, estando as Filipinas totalmente isoladas. Washington sabia isto, tal como MacArthur.:246-247
A seguir Grisham descreve as terríveis condições em que decorreu a Marcha da Morte de Bataan e a subsequente guerrilha de forças norte-americanas e filipinas naquela zona até à derrota das forças japonesas em outubro de 1944 ao inserir nelas a participação do personagem principal do livro.:247-355

## Apreciação
Michael J. McCann, em New York Journal of Books, refere que Grisham, em The Reckoning, parece ter escrito dois livros. Um centra-se na história de um homem proeminente duma pequena cidade do Mississippi que matou outro homem proeminente e que foi executado pela justiça por se recusar a divulgar o motivo do seu crime. O outro livro gira em torno da Marcha da Morte de Bataan, a horrenda marcha forçada pelo exécito japonês de prisioneiros americanos e filipinos durante cerca de 100 quilómetros das Filipinas durante a Segunda Guerra Mundial. Tendo desenvolvido uma extensa pesquisa sobre o assunto, Grisham coloca a personagem principal a participar nessa marcha traumática. A Parte Dois do livro parece ter a intenção de explicar esta personagem como um herói da guerra, um sobrevivente, um homem de poucas palavras, e ao mesmo tempo permitiu a Grisham escrever sobre o tratamento dos prisioneiros pelos japoneses durante esse evento horrendo. A Parte Três do romance leva o leitor de volta às consequências legais enfrentadas pelos dois filhos, Joel e Stella, após o assassinato cometido pelo pai deles.
Também segundo Michael J. McCann, sendo Grisham um mestre a contar histórias, neste caso o enredo não consegue gerar um thriller coeso. O único suspense do romance consiste em conhecer o motivo de Pete Banning, e essa incógnita vai sendo mantida até ao fim. Sabemos o que ele fez, sabemos que será julgado por assassinato em primeiro grau e, como não apresenta qualquer defesa, sabemos que será executado. A única coisa que resta é o Porquê e o Porquê não consegue manter os leitores agarrados nas muito desiguais 400 páginas do livro.
Ainda para Michael J. McCann, no que diz respeito ao tema de Bataan, o romance é muito rico em informações e detalhado em termos de sofrimento físico. Só que, após descrições intermináveis das diarreias e decapitações dos prisioneiros de guerra, muitos leitores não chegarão até à Parte Três. A questão de saber por que motivo Pete Banning matou o Reverendo Dexter Bell não é suficiente para justificar a travessia da parte central deste livro.
Conclui Michael J. McCann que, em The Reckoning, Grisham claramente desabafou quando tratou do assunto da Marcha da Morte de Bataan. A sua tentativa de convencer os leitores com um enredo jurídico como capa de uma pílula amarga, no entanto, não funciona. O romance não é consistente e certamente não diverte.